# Les Trois P'tits Keupons
 (septembre 2022).
Si vous disposez d'ouvrages ou d'articles de référence ou si vous connaissez des sites web de qualité traitant du thème abordé ici, merci de compléter l'article en donnant les références utiles à sa vérifiabilité et en les liant à la section « Notes et références ».

Les Trois P'tits Keupons est un 45 tours du groupe Ludwig von 88 sorti en février 1987 sur le label Bondage.
La chanson éponyme Les Trois P'tits Keupons dénonce, dans un style humoristique (refrain : Qui a peur du méchant Pasqua ?) caractéristique de Ludwig Von 88, Charles Pasqua alors ministre de l'Intérieur en France. Elle intervient dans le contexte particulier du mouvement étudiant contre le projet Devaquet (fin 1986) qui fut marqué par de nombreuses violences policières (notamment la mort de Malik Oussekine).
Ce single est réédité en 2004 sur la compilation De l'âge de la crête à l'âge du bonze avec d'autres EP du groupe.
La musique est une reprise et parodie des Trois Ptits cochons de Walt Disney.

## Liste des titres
1. Les Trois P'tits Keupons
2. Abri atomique